# Guy Hamilton
Guy Hamilton (París, França, 16 de setembre de 1922 - Palma, Illes Balears, 20 d'abril de 2016) fou un director de cinema britànic. Era conegut per haver dirigit quatre pel·lícules de James Bond entre 1964 i 1974, amb Sean Connery després amb Roger Moore en el paper del títol.

## Biografia
El seu pare era agregat de premsa a l'ambaixada de Gran Bretanya a París, i és en aquesta ciutat on Guy Hamilton va passar els vuit primers anys de la seva vida. Comença la seva carrera en el cinema el 1939 als estudis de La Victorine a Niça, com a ajudant-realitzador de Julien Duvivier en el rodatge d'Untel père et fils.
El 1940, s'instal·la a Londres, on es converteix en muntador de la Paramount. És mobilitzat a la Royal Navy durant la guerra, i una vegada acabada aquesta, és l'ajudant-realitzador de cineastes ja establerts, com Alberto Cavalcanti, Sidney Gilliat, i sobretot Carol Reed amb qui col·laborarà en el rodatge de The Fallen Idol 1948), The Third Man, 1949) i Outcast of the Islands 1952.
El 1952, és assistent de John Huston en el rodatge de The African Queen, després passa ell mateix a l'escenificació amb The Ringer (1952). Segueixen les pel·lícules An Inspector Calls (1954) i The Colditz Story (1955).
Gràcies a la seva competència i a la reputació guanyada en aquests rodatges, és contractat per rodar, en alternança amb Terence Young, les aventures de l'espia aficionat de Martini Dry amb una oliva sisplau: James Bond. En signarà quatre, començant per Goldfinger, estrenada el 1964, i que és considerat com un dels episodis més encertats de la sèrie. Els tres altres són Diamonds Are Forever, 1971- últim James Bond interpretat per Sean Connery abans que no reprengui el paper, el 1983, en el no-oficial Mai diguis mai més, Live and Let Die, 1973- primer James Bond de Roger Moore-, i finalment The Man with the Golden Gun 1974, igualment amb Moore.
Hamilton posarà d'altra banda en escena les aventures de Harry Palmer, un altre espia, interpretat per Michael Caine en Funeral a Berlín 1966. Roda igualment dues pel·lícules de guerra, considerats com èxits del gènere  Battle of Britain 1969 i  Force 10 from Navarone 1978. Al començament dels anys 1980, dirigeix dues adaptacions de novel·les d'Agatha Christie:  The Mirror Crack, de 1980, adaptació de la novel·la homònima, i Evil Under the Sun 1982, de la novel·la Les Vacances d'Hercule Poirot.
Hamilton va ser preseleccionat per dirigir la pel·lícula Superman (1978), després que els productors van haver renunciat a contractar Steven Spielberg, massa car. Finalment, va ser l'èxit de La Maledicció que els van convèncer de girar-se cap a Richard Donner, que era també menys exigent econòmicament.

## Filmografia
Filmografia:

### Ajudant de direcció
- 1939: Untel père et fils de Julien Duvivier
- 1947: They Made Me a Fugitive d'Alberto Cavalcanti (No surt als crèdits)
- 1947: Mine Own Executioner d'Anthony Kimmins
- 1948: Anna Karenina de Julien Duvivier
- 1948: L'ídol caigut (The Fallen Idol) de Carol Reed
- 1949: Britannia Mews de Jean Negulesco
- 1949: El tercer home (The Third Man) de Carol Reed
- 1950: The Angel with the Trumpet d'Anthony Bushell
- 1950: State Secret de Sidney Gilliat
- 1951: La reina d'Àfrica (The African Queen) de John Huston
- 1952: Outcast of the Islands de Carol Reed
- 1952: Home at Seven de Ralph Richardson

### Director
- 1952: The Ringer
- 1953: The Intruder
- 1954: An Inspector Calls
- 1955: The Colditz Story
- 1956: Charley Moon
- 1957: Manuela
- 1959: A Touch of Larceny
- 1959: The Devil's disciple
- 1962: The Best of Enemies
- 1964: Man in the Middle
- 1964: Goldfinger
- 1965: The Party's Over
- 1966: Funeral a Berlín (Funeral in Berlin)
- 1969: Battle of Britain
- 1971: Diamants per a l'eternitat (Diamonds Are Forever)
- 1973: Viu i deixa morir (Live and Let Die)
- 1974: L'home de la pistola d'or (The Man with the Golden Gun)
- 1978: Força 10 de Navarone (Force 10 from Navarone)
- 1980: El mirall trencat (The Mirror Crack'd)
- 1982: Mort sota el sol (Evil Under the Sun)
- 1985: Remo Williams: The Adventure Begins
- 1989: Try This One for Size

## Premis i nominacions

### Nominacions
- 1957: Ós d'or per Manuela[7]
- 1961: BAFTA al millor guió per A Touch of Larceny